# شركة السكك الحديدية العمانية
```
شركة السكك الحديدية العمانية
 هي شركة مسؤولة عن النقل بالسكك الحديدية في 
سلطنة عمان
. تملكها وتشغلها وزارة النقل العمانية. يقع مقر الشركة في 
القرم
، 
مسقط
.
[
1
]
[
2
]
```

## تاريخ الشركة
تأسست شركة عمان للسكك الحديدية في يونيو 2014. وستكون مسؤولة عن تطوير شبكة السكك الحديدية في البلاد. حاليًا، تعتزم عمان للسكك الحديدية ربط البريمي على الحدود مع الإمارات مع صحار، كجزء من مشروع السكك الحديدية الخليجية المقترح. تم الإعلان عن القسم الأول ليكون خطًا مزدوج المسار بطول 207 كيلومترات (129 ميلًا) مع تحميل محوري يصل إلى 32.4 طن، وارتفاع تحميل كاف لاستيعاب القطارات ذات الحاويات المزدوجة. ستعمل قاطرات الديزل على هذا الخط في البداية، ولكن الخطط ستتيح خيار الكهرباء في المستقبل.
ستُبنى المرحلة التالية من مشروع السكك الحديدية العماني على مرحلتين. أولاً، سيتم ربط الخط السابق من حفيت إلى إبراء بطول 11 كيلومترًا (6.8 ميل). بعد ذلك، سيتم توسيعه بطول 126 كيلومترًا (78 ميل) من إبراء إلى المنطقة الاقتصادية الجديدة المقترح إنشاؤها. تشمل الخطط المستقبلية تمديد الشبكة إلى ما بعد الظاهرة، عبر مساحات شاسعة من الصحراء في وسط عمان عبر غابة إلى هيما، مع فرع نحو الدقم، ثم لاحقًا إلى مزيونة على الحدود اليمنية وفرع آخر إلى صلالة. المرحلة النهائية من شبكة السكك الحديدية تتصور خطًا من الجنوب إلى الشمال عبر الدقم إلى مسقط وصحار. وستعمل قطارات الركاب على الشبكة بسرعات تصل إلى 220 كم/س (140 ميل/س)، بينما ستقتصر سرعات قطارات الشحن على 120 كم/س (75 ميل/س).
حيث صرح نبيل البماني، الرئيس التنفيذي لمجموعة الموانئ والمناطق الحرة في مجموعة أسياد، أن أول خط سكك حديدية في عمان سيكون خطًا للشحن يربط ماني الشويمه والدقم، رابطًا بين حقول إنتاج المعادن والمصنعين ومواقع التصدير. وفي أبريل 2024، أعلنت عمان للسكك الحديدية وشركة الاتحاد للسكك الحديدية في الإمارات عن مشروع مشترك جديد، "حفيت ريل"، الذي سيقوم بإنشاء 300 كيلومتر (190 ميل) من السكك الحديدية الجديدة لربط أبوظبي، الإمارات مع صحار، عمان.

## روابط خارجية
- الموقع الرسمي